# Warłam Szałamow

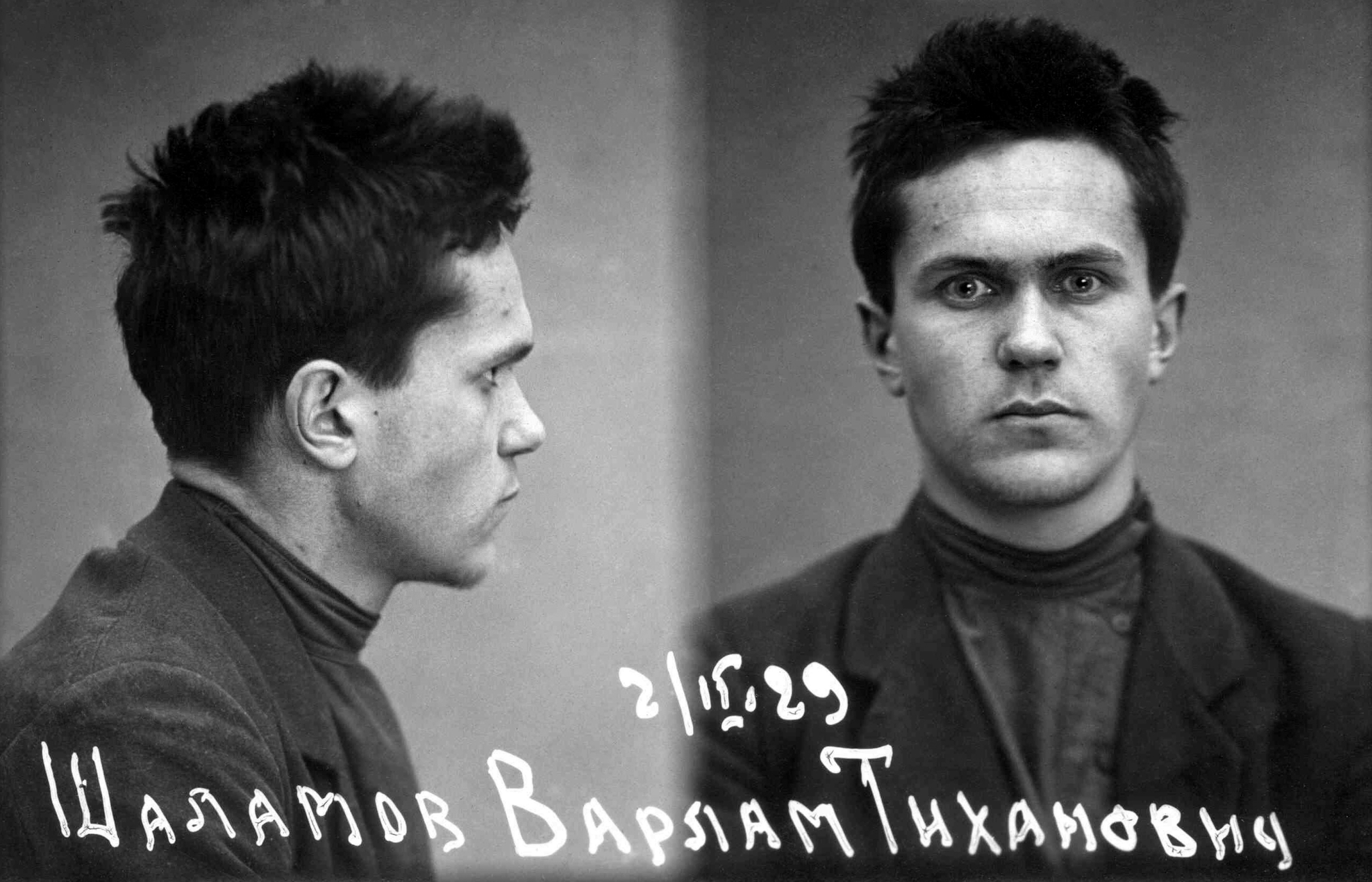
Warłam Szałamow po pierwszym aresztowaniu przez OGPU 1929

Warłam Tichonowicz Szałamow (ur. 22 czerwca?/5 lipca 1907 w Wołogdzie, zm. 17 stycznia 1982 w Tuszynie) – rosyjski prozaik i poeta, więzień łagrów.

## Życiorys

### Pierwsze aresztowanie
Ojciec Szałamowa, Tichon, był duchownym rosyjskiej cerkwi prawosławnej i misjonarzem, matka Nadieżda, nauczycielką. W roku 1914 Szałamow rozpoczął naukę w gimnazjum Aleksandra Błogosławionego, które ukończył w roku 1923. Dwa lata pracował jako garbarz, a w roku 1926 został przyjęty na wydział prawa Uniwersytetu Moskiewskiego. Obracał się w kręgach lewicowej opozycji i trockistów, brał udział w demonstracji zorganizowanej dla uczczenia dziesiątej rocznicy rewolucji październikowej, podczas której wznoszono okrzyki „Precz ze Stalinem!”, „Zrealizujmy testament Lenina!”.
19 lutego 1929 roku został aresztowany, oskarżony o kolportaż tak zwanego „testamentu Lenina” i skazany na trzy lata ciężkich robót w łagrach koło Wiszery na północnym Uralu. Po zwolnieniu w roku 1931 pracował na budowie kombinatu chemicznego w Bierieznikach. W roku 1932 wrócił do Moskwy, gdzie podjął pracę jako dziennikarz. 29 czerwca 1934 roku ożenił się z Galiną Gudź.

### Powtórne aresztowanie
12 stycznia 1937 Szałamow został aresztowany po raz drugi, tym razem pod zarzutem „kontrrewolucyjnej działalności trockistowskiej”. 2 czerwca 1937 roku skazano go na pięć lat łagru na Kołymie. Kolejny wyrok, 10 lat łagru – standardowy dla radzieckiego wymiaru sprawiedliwości „domiar” – otrzymał w roku 1943 za „antyradziecką agitację” na mocy osławionego artykułu 58. Agitacja polegała w tym przypadku na określeniu emigracyjnego pisarza Iwana Bunina, laureata Nagrody Nobla, mianem „klasyka literatury rosyjskiej”.
Na Kołymie Szałamow pracował w kopalniach złota, węgla oraz przy wyrębie lasu. Zapadł na tyfus. W roku 1946 był już „dochodiagą” – więźniem na granicy śmierci z wyczerpania. Przeżył dzięki pomocy współwięźnia – lekarza, Andrieja Pantiuchowa, któremu udało się skierować go na kurs felczerski.

### Po zwolnieniu
13 października 1951 roku Szałamowa zwolniono z obozu, lecz dopiero w roku 1953 udało mu się wyjechać z Kołymy. Jego małżeństwo rozpadło się, córka, która wstąpiła do Komsomołu, pisała w ankietach, że ojciec nie żyje. Chruszczowowska odwilż przyniosła mu w roku 1956 rehabilitację, ożenił się powtórnie i zamieszkał w Moskwie. Po przebytej w latach 1957–1958 ciężkiej chorobie otrzymał rentę inwalidzką. Rozwiódł się ponownie w roku 1966. W marcu 1966 poznał Irinę Sirotinską, z którą był już do końca życia.
Wyniszczony fizycznie Szałamow został w roku 1979 umieszczony w domu starców. Tam izolował się od otoczenia, gromadził chleb pod materacem łóżka, owijał szyję ręcznikiem, by go nie skradziono. Sprowadzony prywatnie psychiatra wykluczył chorobę psychiczną (Szałamow nadal dyktował wiersze), jednak wydana we wrześniu 1981 roku opinia oficjalnej komisji lekarskiej, była inna i 15 stycznia 1982 roku pisarza przewieziono do szpitala psychiatrycznego. Dwa dni później zmarł na zapalenie płuc, wywołane prawdopodobnie warunkami transportu.

## Działalność literacka
Pierwsze wiersze Szałamow napisał już w okresie studenckim. Po powrocie z Wiszery pracował w czasopismach propagandowych, udało mu się opublikować też kilka drobnych opowiadań. W początkach 1936 roku w miesięczniku „Oktiabr” ukazało się duże opowiadanie Trzy śmierci doktora Austino.
Po rehabilitacji został korespondentem literackim czasopisma Moskwa, zaczął też publikować i nawiązywać kontakty z innymi pisarzami – Pasternakiem, Sołżenicynem, Nadieżdą Mandelsztam.
W roku 1961 opublikował Krzesiwo, swój pierwszy oficjalny zbiór poezji. Potem wyszły następne tomiki: Szelest liści, Droga i las, Moskiewskie obłoki.
W lutym 1972 roku Szałamow zamieścił w prasie radzieckiej protest przeciw publikowaniu jego dzieł na Zachodzie. W 1973 roku został przyjęty do Związku Pisarzy Radzieckich.
W latach 1954–1973 pisał Opowiadania kołymskie, które przyniosły mu największą sławę. Część z nich krążyła po Związku Radzieckim w samizdacie, na Zachodzie były publikowane prawdopodobnie bez zgody pisarza w wychodzącym w Nowym Jorku piśmie emigracyjnym „Nowyj Żurnał”. Całość ukazała się w Londynie w roku 1978.
Część prozy Szałamowa opublikowano pośmiertnie. Wśród ineditów znalazły się opowiadania autobiograficzne, zebrane w wydanym w Paryżu tomie Zmartwychwstanie modrzewia oraz Wiszera. Antypowieść, będąca zbiorem wspomnień z pierwszego pobytu w łagrach.

## Publikacje w języku polskim
- Procurator Judei i inne utwory, Wydawnictwo Czytelnik, Warszawa 1991, ISBN 83-07-02169-3.
- Opowiadania kołymskie, Wydawnictwo Dolnośląskie, Wrocław 1999, tłum. Juliusz Baczyński, ISBN 83-7023-705-3.
- Wiszera, Wydawnictwo Czytelnik, Warszawa 2000, ISBN 83-07-02787-X.
- Bez powrotu, Wydawnictwo MARABUT, Wydawnictwo ATEXT, Gdańsk 1996, tłum. Juliusz Baczyński, ISBN 83-85893-71-7, ISBN 83-85156-68-2.

Wiersze Szałamowa w przekładzie Leszka Engelkinga publikowała „Literatura na Świecie”.